# Miloš Stanojević
Miloš Stanojević –en serbio, Милош Станојевић– (27 de mayo de 1984) es un deportista serbio que compitió en remo.
Ganó una medalla de bronce en el Campeonato Mundial de Remo de 2015 y tres medallas de bronce en el Campeonato Europeo de Remo entre los años 2009 y 2012.

## Palmarés internacional
| Campeonato Mundial | Campeonato Mundial     | Campeonato Mundial | Campeonato Mundial        |
| Año                | Lugar                  | Medalla            | Prueba                    |
| ------------------ | ---------------------- | ------------------ | ------------------------- |
| 2015               | Aiguebelette (Francia) | Medalla de bronce  | Scull individual ligero   |
| Campeonato Europeo |                        |                    |                           |
| Año                | Lugar                  | Medalla            | Prueba                    |
| 2009               | Brest (Bielorrusia)    | Medalla de bronce  | Cuatro sin timonel ligero |
| 2011               | Plovdiv (Bulgaria)     | Medalla de bronce  | Cuatro sin timonel ligero |
| 2012               | Varese (Italia)        | Medalla de bronce  | Cuatro sin timonel ligero |